# Sörnäinen (stație de metrou)

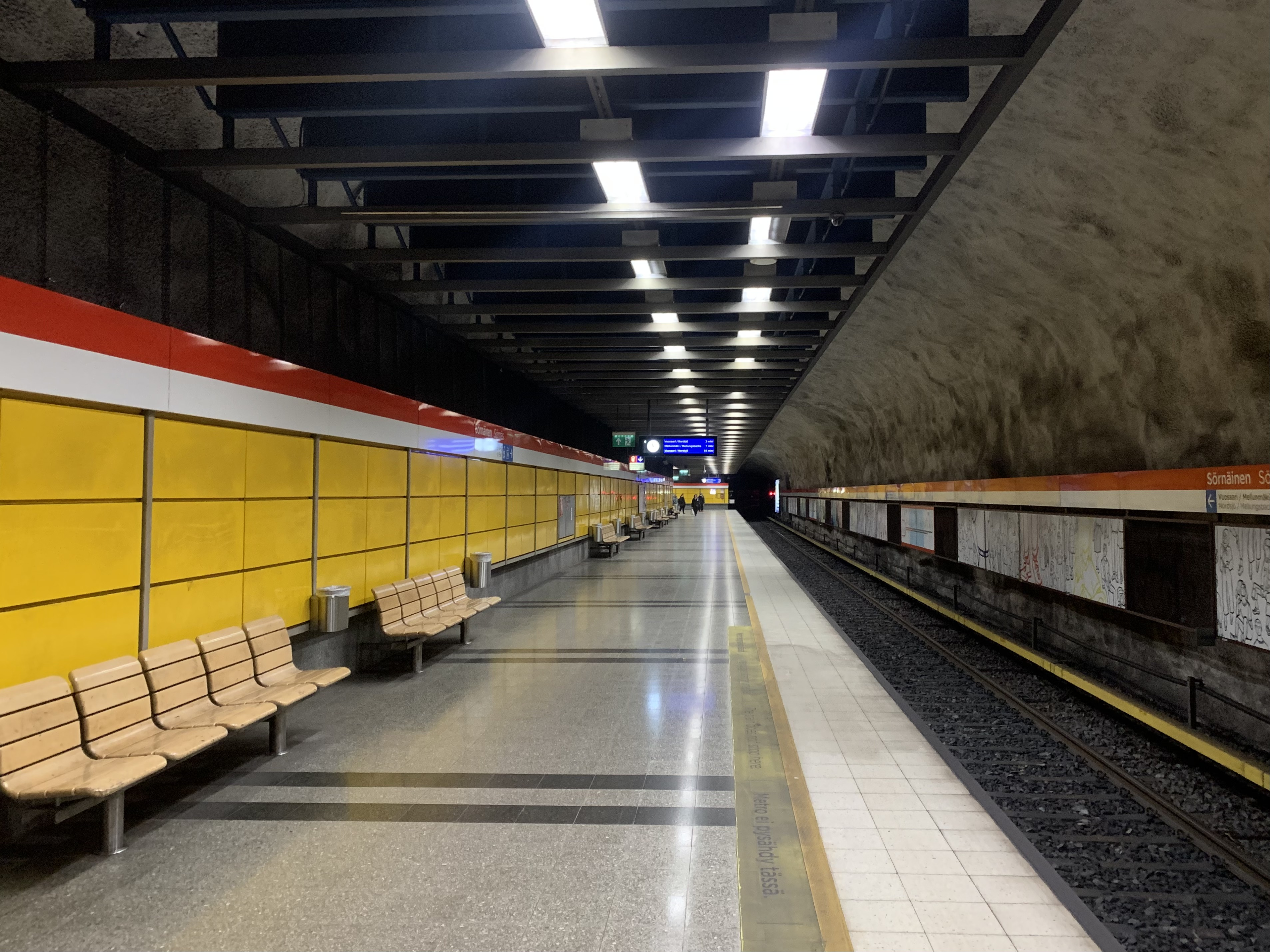
(2022)

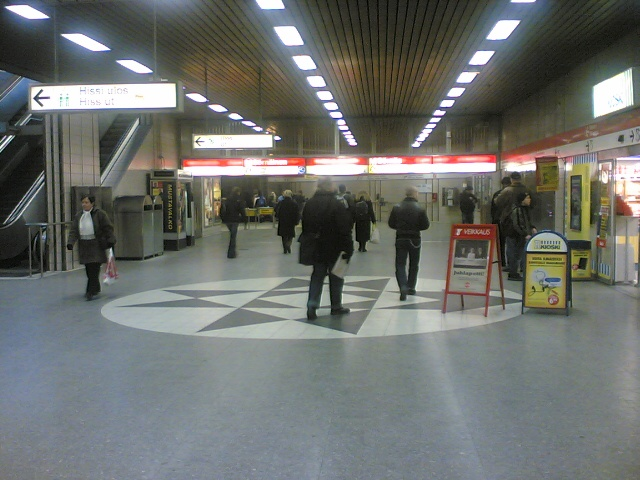

Sörnäinen (Sörnäs în suedeză) este o stație al metroului din Helsinki, folosită pentru acces la cartierele Sörnäinen și Kallio. Când se merge cu metroul în direcție estică, spre Mellunmäki sau Vuosaari, Sörnäinen este ultima stație subterană, fiind situată 25 m sub pământ. Stația a fost deschisă pe 1 septembrie 1984 și a fost planificată de Jouko Kontio și Seppo Kilpiä. Este situată la o distanță de 0,928 km de la Hakaniemi și 2,946 km de la Kulosaari.